# Charles Grodin
Charles Grodin, född 21 april 1935 i Pittsburgh, Pennsylvania, död 18 maj 2021 i Wilton, Connecticut, var en amerikansk skådespelare, komiker, författare och programledare.

## Kuriosa
Under inspelningen av filmen Midnight Run hade Grodin handbojor på sig under nästan hela inspelningen, de skavde så mycket att han hade kvar ärr på handlederna efter dessa.

## Filmografi, i urval
- 1968 – Rosemarys baby
- 1970 – Moment 22
- 1976 – King Kong
- 1978 – Himlen kan vänta
- 1980 – Har vi inte setts förut?
- 1984 – Ensam är pest
- 1984 – En tjej i rött
- 1988 – Midnight Run
- 1988 – Titta vi rymmer
- 1990 – Han är jag!
- 1992 – Beethoven
- 1993 – Beethovens tvåa
- 1993 – En brud på hugget
- 1993 – Heart and Souls
- 1993 – Dave
- 2006 – The Ex
- 2014 – While We're Young
- 2017 – An Imperfect Murder